# Cristallo

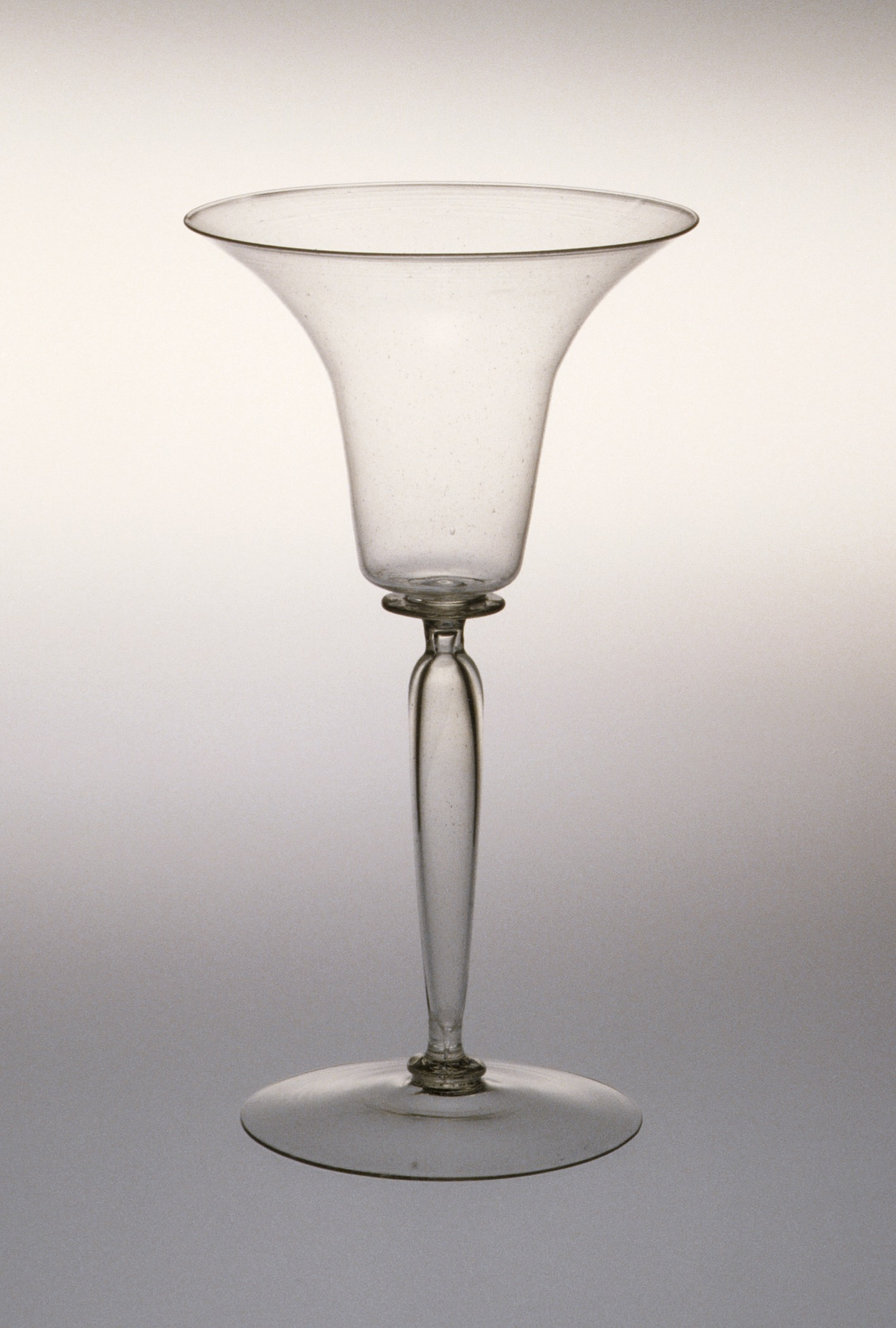
Taça de cristallo, por volta de 1550-1650

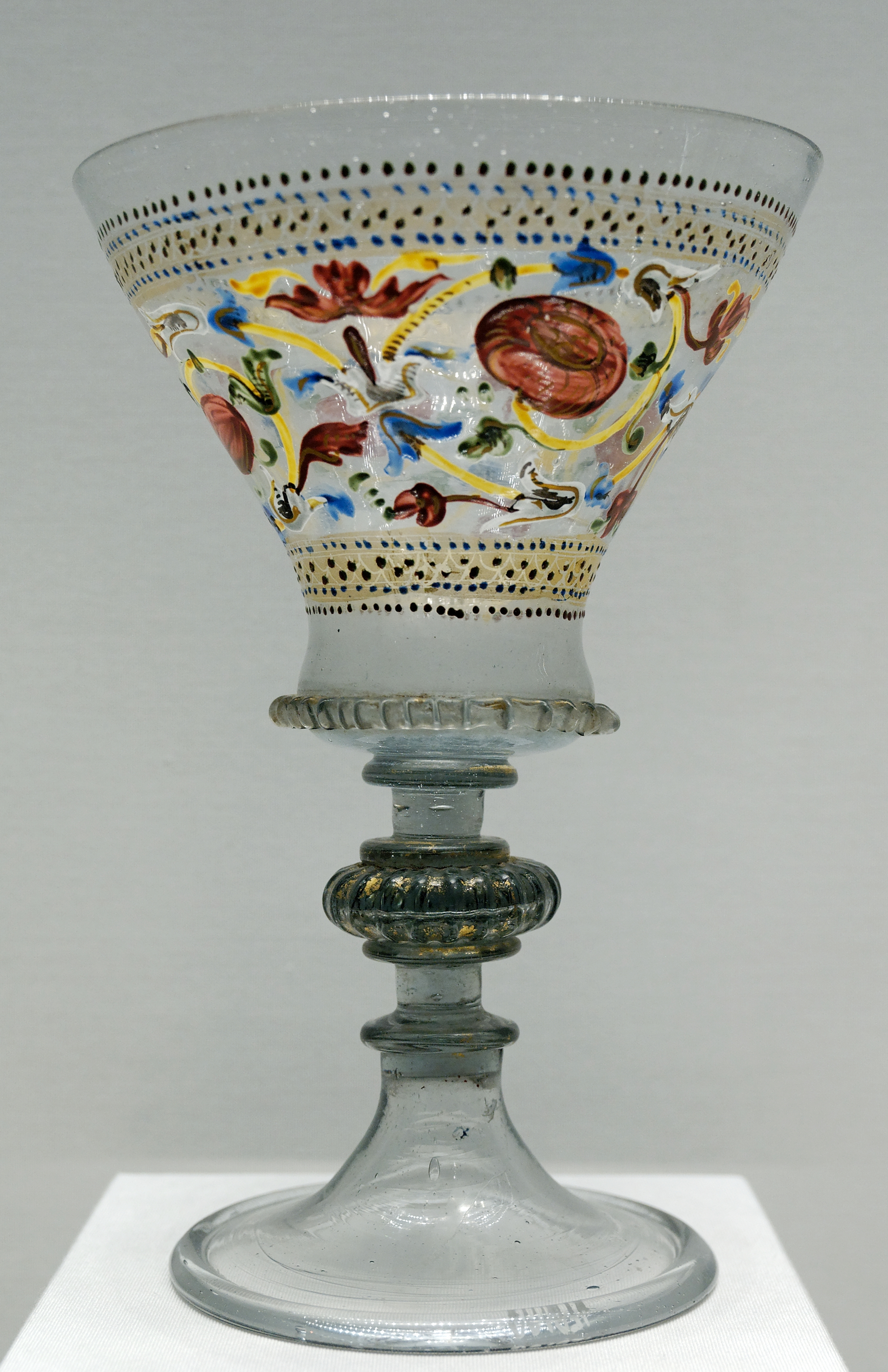
Peça de cristallo no Louvre

Cristallo é um vidro o que é totalmente claro (como cristal de rocha), sem a cor ligeiramente amarelada ou esverdeada proveniente da impureza de óxido de ferro. Este efeito é conseguido através de pequenas adições de óxido de manganês. Muitas vezes Cristallo tem um baixo conteúdo de cal que o torna propenso à corrosão do vidro (também conhecido por doença do vidro).
A invenção do Cristallo glass é atribuída ao italiano Angelo Barovier por volta de 1450.

## Materiais
Além de materiais comuns de fabricação de vidro  como manganês, quartzo, e alume catino, uma forma particularmente adequada de carbonato, são usados na fabricação de vidro cristallo.
Ao invés de usar areia comum, pedregulhos de quartzo esmagados eram usados. Os seixos de quartzo eram tipicamente dos rios Ticino e Adige. Os seixos de quartzo passavam por um rigoroso processo de triagem antes de serem selecionados para uso na produção de cristallo. Os pedregulhos de quartzo tinham de estar livres de veias amarelas e pretas e também tinham de ser capazes de produzir faíscas quando atingidas com aço.
Se os seixos de quartzo passassem pelo processo de seleção, eram então aquecidos ao ponto em que as pedras começaram a brilhar e, em seguida, colocados em água fria. Depois os seixos eram esmagados e moídos.
O fluxo típico usado na produção de cristallo foi chamado de alume catino. Alume catino era derivado das cinzas dos arbustos salsola soda e salsola kali que cresciam na região costeira do Levante. Verificou-se que continham quantidades elevadas e constantes de carbonatos de sódio e cálcio, necessários para tornar o vidro viável e quimicamente estável.
As cinzas das plantas eram cuidadosamente peneiradas e depois colocadas em água para serem delicadamente cozidas mexendo constantemente. Em seguida, a mistura de cinzas era colocada em tachos rasos para ser seca. O alume catino passaria repetidamente pelo processo de ebulição e secagem até que todo o sal fosse extraído das cinzas.

## Processo
O quartzo triturado e moído era misturado com o alume catino purificado e constantemente mexido a altas temperaturas. O topo do lote derretido seria então extraído. Ao tirar a escuma do topo do vidro fundido, cloretos e sulfatos não reagidos e não dissolvidos na mistura foram removidos.
O vidro derretido seria então colocado em cubas de água. A água removia cloreto e impurezas de sulfato da mistura. O processo de derreter de novo e colocar a mistura fundida em cubas de água era repetido várias vezes até que os fabricantes de vidro estivessem satisfeitos.
Em seguida, o vidro era colocado em uma fornalha que aquecida à mais alta temperatura possível e deixado lá por vários dias. O material era mexido continuamente para eliminar defeitos, como bolhas.
Em seguida, a mistura refinada era tirada, aquecida e moldada em blocos O bloco era então retirada, derretido de novo e novamente tinha a escuma removida, a fim de eliminar as impurezas. Então o manganês era adicionado à mistura neste momento. A adição de manganês ajuda a livrar o cristallo de qualquer tinta de cor. Este passo é repetido até que o fabricante de vidro esteja satisfeito.
Agora a mistura derretida está pronta para ser moldada por fabricantes de vidro.